# Tropidophis cacuangoae

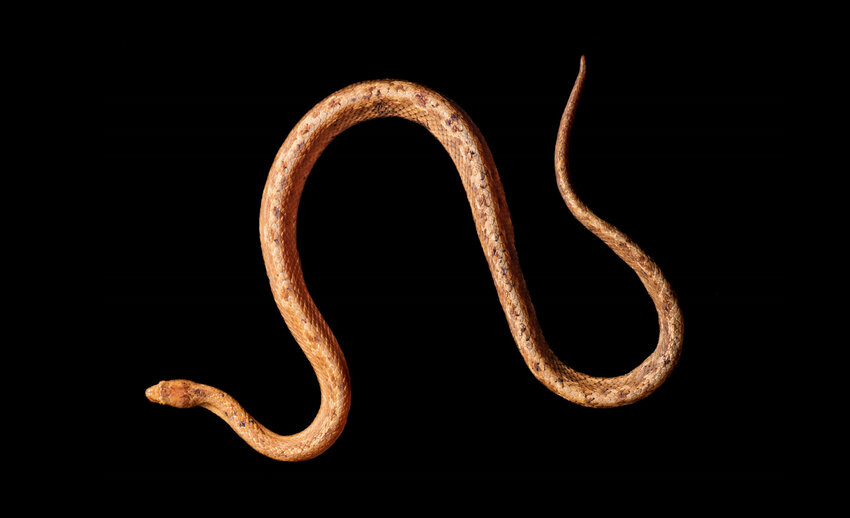
A espécie de Jibóia foi descoberta em 2022

Tropidophis cacuangoae é uma espécie de jiboia anã do gênero Tropidophis, descrita em 2022.

## Descrição
T. cacuangoae geralmente atinge um comprimento de 20 centímetros. Essas cobras têm uma coloração de pele semelhante à da jiboia.

## Distribuição e habitat
As cobras são endêmicas da América do Sul, mais precisamente do Equador.

## Descoberta
A descoberta foi feita por pesquisadores de várias organizações que incluíam Mauricio Ortega Andrade, Alexander Bentley, Claudia Koch, Mario Yánez-Muñoz e Omar Entiauspe Neto na Amazônia Equatoriana em 2022. Dois espécimes foram encontrados na reserva nacional Colonso Chalupas e no parque privado Sumak Kawsay, relataram os descobridores. O epíteto específico homenageia a ativista dos direitos indígenas do início do século XX, Dolores Cacuango.